# Lanquín
Lanquín, San Agustín Lanquín – miasto w środkowej Gwatemali, w departamencie Alta Verapaz, leżące w odległości 61 km na północny wschód od stolicy departamentu, nad rzeką Río Lanquín. Miasto jest siedzibą gminy o tej samej nazwie, która w 2012 roku liczyła 24 612 mieszkańców. Na terenie gminy na południe od miejscowości znajduje się pomnik przyrody Semuc Champey.